# Puchar Ameryki Północnej w bobslejach 2018/2019
Puchar Ameryki Północnej w bobslejach 2018/2019 rozpoczął się 7 listopada 2018 roku w kanadyjskim Whistler, a zakończył 13 stycznia 2019 roku w kanadyjskim Calgary. Rozgrywane były trzy konkurencje: dwójka kobiet, dwójka mężczyzn i czwórka mężczyzn. Prowadzona była też klasyfikacja kombinacji, która łączy dwójkę i czwórkę mężczyzn.

## Kalendarz
| Lp. | Miejscowość | Konkurencja                   | 1. miejsce                                                                             | 2. miejsce                                                                             | 3. miejsce                                                                          |
| --- | ----------- | ----------------------------- | -------------------------------------------------------------------------------------- | -------------------------------------------------------------------------------------- | ----------------------------------------------------------------------------------- |
| 1.  | Whistler    | Dwójka kobiet (07.11.2018)    | Kanada Julie Johnson · Cynthia Serwaah                                                 | Stany Zjednoczone Elana Meyers-Taylor · Lake Kwaza                                     | Stany Zjednoczone Brittany Reinbolt · Lauren Gibbs                                  |
| 1.  | Whistler    | Dwójka kobiet (08.11.2018)    | Stany Zjednoczone Elana Meyers-Taylor · Lake Kwaza                                     | Kanada Julie Johnson · Cynthia Serwaah                                                 | Stany Zjednoczone Nicole Vogt · Nicole Brungardt                                    |
| 1.  | Whistler    | Dwójka mężczyzn (07.11.2018)  | Kanada Justin Kripps · Ben Coakwell                                                    | Kanada Nick Poloniato · Cameron Stones                                                 | Kanada Christopher Spring · Ryan Sommer                                             |
| 1.  | Whistler    | Dwójka mężczyzn (08.11.2018)  | Kanada Justin Kripps · Ryan Sommer                                                     | Monako Rudy Rinaldi · Boris Vain                                                       | Kanada Taylor Austin · William Auclair                                              |
| 1.  | Whistler    | Czwórka mężczyzn (09.11.2018) | Kanada Justin Kripps · Ryan Sommer · Cameron Stones · Ben Coakwell                     | Monako Rudy Rinaldi · Thibault Demarthon · Boris Vain · Steven Borges Mendonaca        | Korea Południowa Won Yun-jong · Kim Dong-hyun · Lee Gyeongmin · Oh Jehan            |
| 1.  | Whistler    | Czwórka mężczyzn (10.11.2018) | Kanada Justin Kripps · Ryan Sommer · Cameron Stones · Ben Coakwell                     | Kanada Christopher Spring · William Auclair · Darren Lundrigan · Teodor Kostelnik      | Stany Zjednoczone Codie Bascue · Hakeem Abdul-Saboor · James Reed · Josh Williamson |
| 2.  | Park City   | Dwójka kobiet (19.11.2018)    | Wielka Brytania Mica McNeill · Montell Douglas                                         | Stany Zjednoczone Nicole Vogt · Terra Evans                                            | Chiny Ying Qing · Huang Jiajia                                                      |
| 2.  | Park City   | Dwójka kobiet (20.11.2019)    | Wielka Brytania Mica McNeill · Montell Douglas                                         | Chiny Ying Qing · Ma Yuanyuan                                                          | Chiny Huai Mingming · Tan Yinghui                                                   |
| 2.  | Park City   | Dwójka mężczyzn (19.11.2018)  | Monako Rudy Rinaldi · Boris Vain                                                       | Kanada Christopher Spring · Gabriel Chiasson                                           | Chiny Sun Kaizhi · Shi Hao                                                          |
| 2.  | Park City   | Dwójka mężczyzn (20.11.2018)  | Monako Rudy Rinaldi · Boris Vain                                                       | Kanada Christopher Spring · Darren Lundrigan                                           | Szwajcaria Michael Vogt · Alain Knuser                                              |
| 2.  | Park City   | Czwórka mężczyzn (21.11.2018) | Monako Rudy Rinaldi · Steven Borges Mendonaca · Boris Vain · Thibault Demarthon        | Wielka Brytania Lamin Deen · Tremayne Gilling · Ryan Letts · John Baines               | Czechy Dominik Dvořák · Jaroslav Kopřiva · Jakub Nosek · Jan Šindelář               |
| 2.  | Park City   | Czwórka mężczyzn (21.11.2018) | Czechy Dominik Dvořák · Jaroslav Kopřiva · Jakub Nosek · Jan Šindelář                  | Wielka Brytania Brad Hall · Ben Simons · Nick Gleeson · Alan Toward                    | Wielka Brytania Lamin Deen · Tremayne Gilling · Ryan Letts · John Baines            |
| 3.  | Lake Placid | Dwójka kobiet (30.11.2018)    | Wielka Brytania Mica McNeill · Montell Douglas                                         | Stany Zjednoczone Nicole Vogt · Tiffeny Parker                                         | Kanada Kori Hol · Dawn Edith Richardson Wilson                                      |
| 3.  | Lake Placid | Dwójka kobiet (01.12.2018)    | Wielka Brytania Mica McNeill · Aleasha Kiddle                                          | Kanada Catherine Medeiros · Andreanne Frigon                                           | Kanada Cynthia Serwaah · Stefanie Schoenberger                                      |
| 3.  | Lake Placid | Dwójka mężczyzn (30.11.2018)  | Kanada Christopher Spring · Darren Lundrigan                                           | Stany Zjednoczone Geoff Gadbois · Kristopher Horn                                      | Stany Zjednoczone Frank Del Duca · Carlo Valdes                                     |
| 3.  | Lake Placid | Dwójka mężczyzn (01.12.2018)  | Kanada Christopher Spring · Darren Lundrigan                                           | Stany Zjednoczone Geoff Gadbois · Kristopher Horn                                      | Stany Zjednoczone Frank Del Duca · Sam Moeller                                      |
| 3.  | Lake Placid | Czwórka mężczyzn (02.12.2018) | Stany Zjednoczone Hunter Church · Sam Moeller · Jamil Muhammed-Ray · Christopher Walsh | Kanada Christopher Spring · Cyrus Gray · Gabriel Chiasson · Darren Lundrigan           | Wielka Brytania Lamin Deen · Adam Hames · Ryan Letts · John Baines                  |
| 3.  | Lake Placid | Czwórka mężczyzn (02.12.2018) | Kanada Christopher Spring · Cyrus Gray · Gabriel Chiasson · Darren Lundrigan           | Wielka Brytania Lamin Deen · Adam Hames · Ryan Letts · John Baines                     | Wielka Brytania Brad Hall · Ben Simons · Nick Gleeson · Alan Toward                 |
| 4.  | Calgary     | Dwójka kobiet (11.01.2019)    | Stany Zjednoczone Kristi Koplin · Terra Evans                                          | Kanada Kori Hol · Dawn Edith Richardson Wilson                                         | Kanada Catherine Medeiros · Mackenzie Stewart                                       |
| 4.  | Calgary     | Dwójka kobiet (12.01.2019)    | Kanada Kori Hol · Dawn Edith Richardson Wilson                                         | Kanada Catherine Medeiros · Mackenzie Stewart                                          | Stany Zjednoczone Nicole Vogt · Nicole Brungardt                                    |
| 4.  | Calgary     | Dwójka mężczyzn (10.01.2019)  | Stany Zjednoczone Geoff Gadbois · Kristopher Horn                                      | Kanada Christopher Spring · Taylor Austin                                              | Stany Zjednoczone Frank Del Duca · Sam Moeller                                      |
| 4.  | Calgary     | Dwójka mężczyzn (11.01.2019)  | Kanada Christopher Spring · Neville Wright                                             | Stany Zjednoczone Geoff Gadbois · Dakota Lynch                                         | Wielka Brytania Lamin Deen · Ryan Letts                                             |
| 4.  | Calgary     | Czwórka mężczyzn (12.01.2019) | Stany Zjednoczone Geoff Gadbois · Kristopher Horn · Christopher Walsh · Sam Moeller    | Stany Zjednoczone Hunter Church · Dakota Lynch · Michael Fogt · Derek Crittenden       | Wielka Brytania Lamin Deen · James Axel Brown · Ryan Letts · Tremayne Gilling       |
| 4.  | Calgary     | Czwórka mężczyzn (13.01.2019) | Stany Zjednoczone Hunter Church · Dakota Lynch · Michael Fogt · Derek Crittenden       | Stany Zjednoczone Geoff Gadbois · Jamil Muhammed-Ray · Christopher Walsh · Sam Moeller | Kanada Christopher Spring · Clifford Crews · John Krause · Kostelnik Teodor         |

## Klasyfikacje

### Dwójka kobiet
| Miejsce | Pilot               | WHI | WHI | PCI | PCI | LPD | LPD | CAL | CAL | Punkty |
| ------- | ------------------- | --- | --- | --- | --- | --- | --- | --- | --- | ------ |
| 1.      | Kori Hol            | 6.  | 6.  | 6.  | 6.  | 3.  | 5.  | 2.  | 1.  | 776    |
| 2.      | Ashleigh Werner     | 9.  | 8.  | 7.  | 4.  | 6.  | 6.  | 5.  | 6.  | 692    |
| 3.      | Nicole Vogt         | 7.  | 3.  | 2.  | DSQ | 2.  | 4.  | DNF | 3.  | 604    |
| 4.      | Catherine Medeiros  | —   | —   | 5.  | 8.  | DNF | 2.  | 3.  | 2.  | 494    |
| 5.      | Mica McNeill        | DNS | DNS | 1.  | 1.  | 1.  | 1.  | —   | —   | 480    |
| 6.      | Cynthia Serwaah     | —   | —   | —   | 5.  | 4.  | 3.  | 6.  | 7.  | 462    |
| 7.      | Melissa Lotholz     | —   | —   | 9.  | DNS | 5.  | 7.  | 4.  | 5.  | 440    |
| 8.      | Huai Mingming       | 5.  | 7.  | 4.  | 3.  | —   | —   | —   | —   | 374    |
| 9.      | Elana Meyers-Taylor | 2.  | 1.  | —   | —   | —   | —   | —   | —   | 230    |
| 10.     | Julie Johnson       | 1.  | 2.  | —   | —   | —   | —   | —   | —   | 230    |

### Dwójka mężczyzn
| Miejsce | Pilot              | WHI | WHI | PCI | PCI | LPD | LPD | CAL | CAL | Punkty |
| ------- | ------------------ | --- | --- | --- | --- | --- | --- | --- | --- | ------ |
| 1.      | Christopher Spring | 3.  | 5.  | 2.  | 2.  | 1.  | 1.  | 2.  | 1.  | 884    |
| 2.      | Lamin Deen         | 13. | 12. | 12. | 6.  | 4.  | 6.  | 4.  | 3.  | 658    |
| 3.      | Geoff Gadbois      | —   | —   | 6.  | 5.  | 2.  | 2.  | 1.  | 2.  | 630    |
| 4.      | Frank Del Duca     | —   | —   | 9.  | 14. | 3.  | 3.  | 3.  | 4.  | 534    |
| 5.      | Michael Vogt       | 9.  | 7.  | 7.  | 3.  | 7.  | 4.  | —   | —   | 526    |
| 6.      | Hunter Church      | —   | —   | 11. | 9.  | 5.  | 5.  | 5.  | 5.  | 512    |
| 7.      | Tyler Hickey       | —   | —   | 15. | 12. | 8.  | 7.  | 6.  | 6.  | 456    |
| 8.      | Brad Hall          | 16. | 6.  | 4.  | 4.  | 6.  | DNS | —   | —   | 416    |
| 9.      | Rudy Rinaldi       | —   | 2.  | 1.  | 1.  | —   | —   | —   | —   | 350    |
| 10.     | Stephens Shanwayne | 17. | 17. | 18. | 15. | 10. | 9.  | —   | —   | 328    |

### Czwórka mężczyzn
| Miejsce | Pilot              | WHI | WHI | PCI | PCI | LPD | LPD | CAL | CAL | Punkty |
| ------- | ------------------ | --- | --- | --- | --- | --- | --- | --- | --- | ------ |
| 1.      | Christopher Spring | 5.  | 2.  | 8.  | 8.  | 2.  | 1.  | 4.  | 3.  | 790    |
| 2.      | Lamin Deen         | 7.  | 9.  | 2.  | 3.  | 3.  | 2.  | 3.  | 4.  | 782    |
| 3.      | Hunter Church      | —   | —   | 7.  | 4.  | 1.  | 4.  | 2.  | 1.  | 626    |
| 4.      | Geoff Gadbois      | —   | —   | 9.  | 5.  | 5.  | 5.  | 1.  | 2.  | 582    |
| 5.      | Brad Hall          | 4.  | DSQ | 4.  | 2.  | 4.  | 3.  | —   | —   | 500    |
| 6.      | Dominik Dvořák     | 10. | 4.  | 3.  | 1.  | —   | —   | —   | —   | 390    |
| 7.      | Taylor Austin      | 11. | 8.  | —   | —   | —   | —   | 5.  | 5.  | 332    |
| 8.      | Michael Vogt       | 12. | 10. | 6.  | 6.  | —   | —   | —   | —   | 416    |
| 9.      | Shao Yijun         | 8.  | 7.  | —   | 7.  | —   | —   | —   | —   | 248    |
| 10.     | Justin Kripps      | 1.  | 1.  | —   | —   | —   | —   | —   | —   | 240    |

### Kombinacja mężczyzn
| Miejsce | Pilot              | Punkty |
| ------- | ------------------ | ------ |
| 1.      | Christopher Spring | 1674   |
| 2.      | Lamin Deen         | 1440   |
| 3.      | Geoff Gadbois      | 1212   |
| 4.      | Hunter Church      | 1138   |
| 5.      | Brad Hall          | 916    |
| 6.      | Michael Vogt       | 838    |
| 7.      | Dominik Dvořák     | 710    |
| 8.      | Taylor Austin      | 650    |
| 9.      | Tyler Hickey       | 632    |
| 10.     | Rudy Rinaldi       | 580    |